# Challenger de Belém
El Campeonato Internacional de Tênis do Estado do Pará fue un torneo profesional de tenis. Formó parte del ATP Challenger Tour. Se jugó en 2012 sobre pistas duras, en Belém, Brasil.

## Palmarés

### Individuales
| Año  | Campeón         | Finalista        | Resultado  |
| ---- | --------------- | ---------------- | ---------- |
| 2012 | Ricardo Hocevar | Thiemo de Bakker | 7:61, 7:64 |

### Dobles
| Año  | Campeones                     | Finalistas                    | Resultado |
| ---- | ----------------------------- | ----------------------------- | --------- |
| 2012 | John Peers John-Patrick Smith | Nicholas Monroe Simon Stadler | 6:3, 6:2  |